# Karl Bohusch
Karl Ludwig Bohusch (* 18. Mai 1916 in Wien; † 31. Mai 1962 ebenda) war ein österreichischer Turner.

## Leben
1943 wurde er bei den Deutschen Turnmeisterschaften in Passau Sechster im Mehrkampf. Im September des gleichen Jahres war er als Gefreiter einer von zwei Wiener Vertretern des Sportbereich Donau-Alpenland bei den Zwölfkampfmeisterschaften im Rahmen der Deutschen Turn- und Spielmeisterschaften in Augsburg.
Bohusch unterrichtete am St. Pöltner Gymnasium Turnen. Nach dem Zweiten Weltkrieg ging er für den ASK Wien an den Start und zählte bis 1950 zu den besten österreichischen Turnern.
Bei den ersten Österreichischen Staatsmeisterschaften 1947 im Kunstturnen des kurz zuvor gegründeten Österreichischen Fachverbands für Turnen wurde er Fünfter im Zehnkampf unter 20 Teilnehmern. Bei den zweiten Staatsmeisterschaften 1948 wurde er Zweiter im Zwölfkampf.
1948 war er für Österreich Olympiateilnehmer im Turnen.